# Diocèse d'Ajaccio
Le diocèse d'Ajaccio est une circonscription de l'Église catholique en Corse. Son siège épiscopal est à la cathédrale d'Ajaccio.
François-Xavier Bustillo, devenu cardinal en septembre 2023, est l'évêque d’Ajaccio depuis 2021.

## Territoire et statistiques
Son territoire actuel, d'une superficie de 8 722 km2, est le résultat d'une fusion des cinq diocèses corses (Ajaccio, Mariana-et-Accia, Nebbio, Aléria et Sagone) le 29 novembre 1801. Sa population catholique est de 281 500 habitants. Il y a 71 prêtres, 17 diacres et 434 paroisses en 2015. Le nombre de prêtres diocésains a été divisé par quatre depuis 1950.

## Histoire
Le diocèse d'Ajaccio a été érigé canoniquement au IIIe siècle. Son existence est documentée à partir du VIe siècle, dans une lettre du pape Grégoire Ier. Le siège épiscopal du diocèse est la cathédrale d'Ajaccio, construite à la fin du XVIe siècle à l'initiative du futur pape Grégoire XIII.
Historiquement, son premier évêque se prénommait Evandre, qui assista au concile de Rome de 313. L'évêque Benoît est cependant le premier à avoir été correctement documenté, au VIe siècle. Le dernier évêque d'avant la Révolution, Benoît André Doria, dut émigrer.
Pendant la Révolution, les territoires des diocèses de Corse (Ajaccio, Aléria, Mariana et Accia, Nebbio, et Sagone) sont réunis en un seul diocèse constitutionnel de Corse, basé à Bastia. C'est Ignace-François Guasco qui en est élu évêque. Joseph Fesch est archidiacre et prévôt à Ajaccio. Le concordat de 1801 supprime officiellement les autres anciens diocèses de Corse et rattache leur territoire à celui d'Ajaccio.
Louis-Auguste Boileau et Louis-Jules André ont conçu la chapelle du séminaire d'Ajaccio, un séminaire où ont étudié Sauveur Casanova et le préfet Jean-Charles Marchiani. Plus de 1 400 élèves étudient dans les écoles affiliées au diocèse.
En 2002, Ajaccio a changé de métropolitain : autrefois suffragant d'Aix, il fait désormais partie de l'archidiocèse de Marseille. La même année, les anciens sièges d'Aléria, Mariana in Corsica, Nebbio, et Sagone, sont restaurés en tant que sièges titulaires (Accia était déjà restauré avant 1969).

## Saints de Corse
Sept saints catholiques sont originaires de ce diocèse corse : saint Euphrase (patron du diocèse, fêté le 15 mai), sainte Dévote, sainte Restitude, saint Appien, saint Alexandre Sauli, saint Théophile de Corte.

## Rite grec
La paroisse de Cargèse a la particularité de donner la célébration liturgique en rite grec car ses habitants sont des descendants de Stéphane Comnène, expulsé du Péloponnèse par les Turcs.

## Communautés religieuses
Plus d'une cinquantaine de religieux et religieuses vivent dans ce diocèse, où l'on peut trouver le monastère de Corbara.

## Évêques originaires du diocèse d'Ajaccio
- Cardinal Dominique Mamberti (1952-), Préfet du tribunal suprême de la signature apostolique, archevêque titulaire de Sagone (Corse) de 2002 à 2015
- Pierre Zevaco (1925-2017), de la Congrégation de la Mission, évêque de Fort-Dauphin (aujourd'hui appelé diocèse de Tôlagnaro (de), Madagascar) de 1968 à 2001[2]
- Sauveur Casanova (1918-1998), évêque d'Ajaccio (1987-1995)
- Jean-François Arrighi (1918-1998), vice-président du Conseil pontifical pour la famille au Vatican de 1985 à 1992

### Articles liés
- Cathédrale Sainte-Marie de l'Assomption d'Ajaccio
- Circonscriptions catholiques françaises depuis 2002
- Liste des églises de la Corse-du-Sud
- Liste des chapelles de la Corse-du-Sud
- Liste des églises de la Haute-Corse
- Liste des chapelles de la Haute-Corse